# Tombe de l'Empereur
La tombe de l'Empereur est un tertre funéraire gallo-romain situé dans la commune de Hannut, dans la province de Liège, en Belgique.

## Description
Le tumulus se trouve sur le territoire du village de Moxhe (commune de Hannut), sur ce que l'on appelle la Chaussée Romaine, l'ancienne voie romaine qui reliait Bavay à Tongres (et Cologne), aujourd'hui la route nationale 69.

## Histoire
Sur la carte de Ferraris n° 134B de 1777, le tertre Tombe de L'Empereur est répertorié. Le tumulus a été classé en 1975.

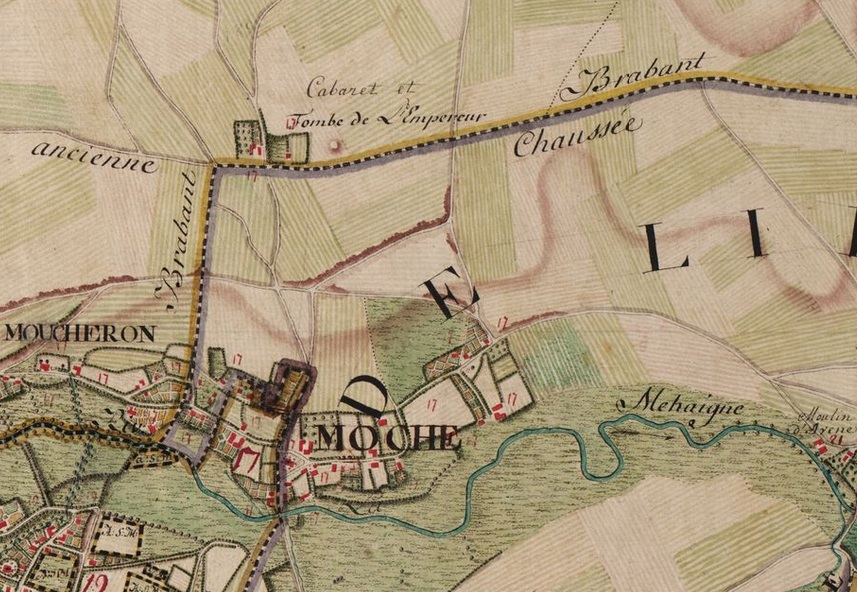
La Tombe de l'Empereur sur la carte de Ferraris du XVIIIe siècle